# 栗林輝夫
栗林 輝夫（くりばやし てるお、1948年2月2日 - 2015年5月14日）は、日本の神学者、関西学院大学教授。

## 経歴
東京都出身。国際基督教大学教養学部卒、東京神学大学大学院修士課程修了、1976-85年、米国、スイス、西ドイツに留学。91-93年、グラジュエイト・セオロジカル・ユニオン（カリフォルニア）客員。Ph.D.（博士）。四国学院大学助教授、関西学院大学法学部助教授、教授、宗教主事、キリスト教と文化研究センター長。
解放の神学を部落問題の視点から捉え直した「荊冠の神学」で知られる。

## 著書
- 『荊冠の神学 被差別部落解放とキリスト教』新教出版社　1991
- 『現代神学におけるパラダイムの転換 牧会現場の周縁から信仰的な知を求める 第29回フォーラム栗林輝夫師講演会』東京ミッション研究所　1996　東ミッ研フォーラム・シリーズパンフレット
- 『日本民話の神学』日本基督教団出版局　1997
- 『シネマで読む旧約聖書』日本キリスト教団出版局　2003
- 『ブッシュの「神」と「神の国」アメリカ 宗教が動かす政治』日本キリスト教団出版局　2003
- 『現代神学の最前線 「バルト以後」の半世紀を読む』新教出版社　2004
- 『キリスト教帝国アメリカ ブッシュの神学とネオコン、宗教右派』キリスト新聞社　2005
- 『シネマで読む新約聖書』日本キリスト教団出版局　2005
- 『原子爆弾とキリスト教 広島・長崎は「しょうがない」か?』日本キリスト教団出版局　2008
- 『アメリカ大統領の信仰と政治 ワシントンからオバマまで』キリスト新聞社　2009
- 『栗林輝夫セレクション１　日本で神学する』西原廉太、大宮有博編　新教出版社　2017

## 共編著
- 『世界に生きる』編　日本基督教団出版局　1999　「講座」現代キリスト教倫理
- 『21世紀アメリカを読み解く』編著 関西学院大学アメリカ研究会編　関西学院大学出版会　2004
- 『総説キリスト教史 3(近・現代篇)』荒井献、出村彰監修 西原廉太、水谷誠共著 日本キリスト教団出版局　2007

## 翻訳
- 『キリスト教と社会主義　ティリッヒ著作集』古屋安雄共訳　白水社　1978
- ロバート・マッカフィー・ブラウン『意外な知らせ 第三世界の目で聖書を読む』山下慶親共訳　日本基督教団出版局　1989

## 参考
- 関西学院大学:
- 『キリスト教年鑑2015年版』キリスト新聞社、2015年。